# Studentlund
Studentlund är ett medlemskap som består av de så kallade ”tre benen” som utgörs av nationer, Akademiska Föreningen och studentkårerna vid Lunds universitet. Medlemskapet i Studentlund gör studenten till medlem i en nation, en kår samt Akademiska Föreningen. Studentlund bildades 1 juli 2010, som en reaktion på avskaffandet av kår- och nationsobligatoriet.

## Koordinatorer[1]
- 2013 - Anna Sterner, tidigare notarie vid Sydskånska nationen
- 2014 - Tom Samuelsson, tidigare PR-förman vid Sydskånska nationen
- 2015 - Carolina Norlin, tidigare engagerad inom Malmö nation och Lundaekonomerna
- 2016 - Kewin Erichsen, tidigare PR-chef vid Helsingkrona nation
- 2017 - Kajsa Stoll Kuroczik, tidigare ordförande för Lunds Akademiska Ryttarsällskap
- 2018 - Sissela Sjöberg, tidigare vice ordförande för Humanistiska och teologiska studentkåren
- 2019 - Theodor Blom, tidigare vice ordförande för Lunds naturvetarkår
- 2020 - Matilda Hellkvist, tidigare PR-mästare vid Lunds nation
- 2021 - Wojtek Goralczyk, tidigare notarie vid Blekingska nationen
- 2022 - Matilda Åhlén, tidigare notarie vid Helsingkrona nation
- 2023 - Joanna Bartczak, tidigare kommunikationsansvarig vid Medicinska föreningen